# Mecsekalja-Cserkút vasútállomás
Mecsekalja-Cserkút vasútállomás egy Baranya vármegyei vasútállomás, Pécs városában, a MÁV üzemeltetésében. Fogadó városrész déli részén helyezkedik el, az 5801-es út vasúti keresztezése közelében.

## Megközelítés tömegközlekedéssel
- Helyi busz:  26, 26A, 27, 27Y, 28, 29

## Vasútvonalak
Az állomást az alábbi vasútvonalak érintik:
- Budapest–Pécs-vasútvonal

## Kapcsolódó állomások
A vasútállomáshoz az alábbi állomások vannak a legközelebb:
- Bicsérd vasútállomás (Budapest–Pécs-vasútvonal)
- Pécs vasútállomás (Budapest–Pécs-vasútvonal)

## Forgalom
| Járat        | Útvonal | Gyakoriság   |
| ------------ | --- | ------------ |
| személyvonat | Dombóvár – Kaposszekcső – Vásárosdombó – Sásd – Godisa – Szatina-Kishajmás – Abaliget – Hetvehely – Bükkösd – Cserdi-Helesfa – Szentlőrinc – Bicsérd – Mecsekalja-Cserkút – Pécs | 2 óránként   |
| személyvonat | Barcs – Barcs felső – Középrigóc – Darány – Kisdobsza – Nemeske – Molvány – Szigetvár – Nagypeterd – Szentdénes – Szentlőrinc – Bicsérd – Mecsekalja-Cserkút – Pécs | Napi 4-7 pár |
| személyvonat | Nagykanizsa – Murakeresztúr – Őrtilos – Zákány – Gyékényes – Berzence – Somogyudvarhely – Bélavár – Vízvár – Babócsa – Péterhida-Komlósd – Barcs – Barcs felső – Középrigóc – Darány – Kisdobsza – Nemeske – Molvány – Szigetvár – Nagypeterd – Szentdénes – Szentlőrinc – Bicsérd – Mecsekalja-Cserkút – Pécs | Napi 1-2 pár |